# Menlo (Iowa)
Menlo és una població dels Estats Units a l'estat d'Iowa. Segons el cens del 2000 tenia 365 habitants.

## Demografia
Segons el cens del 2000, Menlo tenia 365 habitants, 144 habitatges, i 101 famílies. La densitat de població era de 299,8 habitants/km².
Dels 144 habitatges en un 31,3% hi vivien nens de menys de 18 anys, en un 56,3% hi vivien parelles casades, en un 6,3% dones solteres, i en un 29,2% no eren unitats familiars. En el 26,4% dels habitatges hi vivien persones soles el 13,9% de les quals corresponia a persones de 65 anys o més que vivien soles. El nombre mitjà de persones vivint en cada habitatge era de 2,53 i el nombre mitjà de persones que vivien en cada família era de 3,02.
Per edats la població es repartia de la següent manera: un 26,8% tenia menys de 18 anys, un 7,7% entre 18 i 24, un 27,9% entre 25 i 44, un 21,6% de 45 a 60 i un 15,9% 65 anys o més.
L'edat mediana era de 37 anys. Per cada 100 dones de 18 o més anys hi havia 96,3 homes.
La renda mediana per habitatge era de 29.375 $ i la renda mediana per família de 31.875 $. Els homes tenien una renda mediana de 27.813 $ mentre que les dones 21.058 $. La renda per capita de la població era de 17.990 $. Entorn del 5,2% de les famílies i el 7,4% de la població estaven per davall del llindar de pobresa.

## Poblacions més properes
El següent diagrama mostra les poblacions més properes.